# ویرچینمپتی
ویرچینمپتی (به انگلیسی: Veerachinnampatty) یک روستا در هند است که در Dindigul district واقع شده‌است.